# Enrico Coletti
Enrico Coletti (Roma, 7 settembre 1961) è un produttore cinematografico, regista e sceneggiatore italiano.

## Biografia
Figlio del regista Duilio, Enrico Coletti viene introdotto nell'ambiente cinematografico nella prima metà degli anni ottanta, frequentando un corso di specializzazione in regia nel 1973 a New York.
Dopo 13 anni passati negli Stati Uniti, Enrico Coletti torna in Italia ed esordisce con il film Supysaua del 1988; seguono le opere Miele dolce amore (1994) e il drammatico Il tocco - La sfida (1997), avvalendosi della collaborazione di star internazionali come Ben Cross e Franco Nero. Nel 2000 gira Bibo per sempre, con la presenza di Teo Teocoli.

## Riconoscimenti
Nel 1989 gli viene assegnato in Campidoglio il premio Paolo Stoppa "per il più giovane regista esordiente". Nel 1992 riceve il premio "Cinema Giovane" alla quinta rassegna EuroMediterranea. Nel 1994 gli viene assegnato il premio Federico Fellini. Vince il Premio Key Award per la regia.

## Filmografia

### Regista, sceneggiatore, scrittore
- Supysaua (1988)
- Miele dolce amore (1994)
- Il tocco - La sfida (1997)
- Bibo per sempre (2000)
- The italian (Un italiano per Fidel) (2011)
- Un giorno dei giorni (The day of all days) (2019)
- L'Avana Papers (2021)

### Produttore
- Supysaua
- Caro Gorbaciov, regia di Carlo Lizzani (1988)
- Indio, regia di Antonio Margheriti (1989)
- Indio 2 - La rivolta, regia di Antonio Margheriti (1991)
- Al calar della sera, regia di Alessandro Lucidi (1992)
- Miele dolce amore
- Karol - Un papa rimasto uomo, regia di Giacomo Battiato (2006)
- Ghost Son, regia di Lamberto Bava (2007)
- Go Go Tales, regia di Abel Ferrara (2007)
- The italian (Un italiano per Fidel) (2011)

### Regista della 2ª unità
- Sound, regia di Biagio Proietti (1988)
- Indio, regia di Antonio Margheriti (1989)
- Hudson Hawk - Il mago del furto, regia di Michael Lehmann (1991)